# Motu Iti (Marquesas)
Motu Iti is een klein onbewoond eiland in de Stille Oceaan dat deel uitmaakt van de Marquesaseilanden, Frans-Polynesië. Het ligt ongeveer 50 kilometer ten noordwesten van Nuku Hiva. Het eiland werd in 1791 ontdekt door de Amerikaan Joseph Ingraham, maar hij zette geen voet aan land. Ingraham noemde het Franklin Island, naar de Amerikaanse politicus Benjamin Franklin.
Noordelijke groep:
Eiao ·
Hatutu ·
Motu Iti ·
Motu One ·
Nuku Hiva ·
Ua Huka ·
Ua Pou
Zuidelijke groep:
Fatu Hiva ·
Fatu Huku ·
Hiva Oa ·
Moho Tani ·
Motu Nao ·
Tahuata